# Voiture Express PLM à bogies et caisse en bois
 (septembre 2024).
Les voitures Express PLM, à bogies et caisse en bois tôlé, sont des voitures de chemin de fer à portières en bout de la Compagnie des chemins de fer de Paris à Lyon et à la Méditerranée.
Livrées à près de 900 exemplaires entre 1898 et 1925 (des voitures prototypes à l'arrangement différent sont apparues en 1887), elles sont métallisées par le PLM à partir de 1926 afin de circuler avec les voitures OCEM que le PLM commande alors.
Désignées voitures métallisées Sud-Est par la SNCF, près de 477 d'entre-elles subiront une cure de jouvence entre 1953 et 1965 avec des parois soudées et des intérieurs, portes et fenêtres inspirées des voitures DEV, UIC, USI et Bruhat, avec lesquelles elles circuleront.
Certaines voitures plus anciennes — nommément les 335 C10yi 11 001 à 260 11 925 à 999 — avaient un châssis moins robuste et n'ont jamais été métallisées.
Comportant des voitures de première, deuxième et troisième classe ainsi que des mixtes 1re/2e classe, la série des voitures PLM à bogies et caisse en bois inclut aussi des voitures incorporant un ou plusieurs compartiments couchettes, lits et/ou salon ; certaines parmi ces dernières étant converties en voitures-salons ou ambulance et seront également métallisées durant l'entre-deux-guerres.
Plusieurs voitures ayant conservé un aspect extérieur proche de l'origine (métallisées durant les années 1920-30 seulement) sont préservées.

## Historique

### Genèse
Jusqu'à la fin des années 1880, la conception du matériel de chemin de fer avait peu évolué depuis l'apparition dans les années 1830 des premières voitures inspirées par les caisses de diligences. Les dimensions, le système de freinage, de chauffage et le niveau de confort pour les classes supérieures avait certes progressé (avec la création d'un signal d'alarme, ardemment réclamé à la suite de plusieurs crimes et agressions à bord de compartiments de train) mais ces véhicules étaient toujours constitués de compartiments isolés des uns des autres avec comme seul accès une paire de portières latérales par compartiment. La mise en place de toilettes à bord, remplaçant des solutions malaisées telles qu'un long arrêt en gare pour permettre aux voyageurs d'utiliser les WC mis à disposition, entraîne l'apparition de nouveaux types de voitures à compartiments, où un couloir relie plusieurs compartiments mais ne traverse pas encore la voiture de part en part. Sur les premières voitures PLM ainsi réalisées, le couloir est ménagé entre les rangées de sièges.
Cet arrangement est très vite remplacé, à partir de 1891, sur le matériel destiné aux grandes lignes, par un couloir latéral lequel, pour le matériel de première, de deuxième classe et celui pourvu de compartiments de luxe, est accompagné par l'installation de passages d'intercirculation lesquels offrent par exemple l'avantage de pouvoir incorporer une voiture-restaurant vers laquelle les voyageurs peuvent ainsi se rendre. Le matériel de troisième classe sera plus tardif à bénéficier de toilettes et l'intercirculation apparaît encore plus tard sur le PLM qui commandera ainsi des voitures dotées d'un couloir intégral mais sans soufflets.
Simultanément, le bogie fait son apparition en Europe et le PLM commande plusieurs petites séries de voitures de première classe servant à la fois à tester l'utilisation de voitures bien plus longues que le matériel existant mais aussi plusieurs dispositions d'aménagement intérieur :
- la A 201 de 1886 est une voiture à huit compartiments disposés le long d'un couloir continu avec, aux extrémités, deux toilettes et les portes d'accès ainsi que l'intercirculation[7] ; il s'agit de la disposition ultimement adopté par toutes les compagnies de chemin de fer pour le matériel à compartiments mais elle reste alors seule en son genre ;
- les A 202 et 203 apparues en 1888 ont huit compartiments mais une paire de portes par face s'ajoute au centre de la voiture tandis que les quatre compartiments de part et d'autre ne sont pas disposés du même côté, créant un virage en "S" (ou en "Z") au niveau du couloir[8] ; censées offrir aux voyageurs un accès plus commode en comparaison avec les autres voitures sans portières latérales, elles équivalent à deux voitures de première classe à quatre compartiments du type alors produit par le PLM en grandes quantités ;
- les A 221 à 223 construites simultanément n'ont pas de couloir latéral mais huit compartiments semi-ouverts avec une rangée de sièges d'une part du couloir central et deux rangées de l'autre, de ce côté, les quatre compartiments extrêmes sont fermés par une porte tandis que les deux compartiments médians sont dotés de portières latérales donnant accès au quai[9] ; cette disposition ne rencontra pas le succès des deux autres auprès des voyageurs lesquels préféraient l'intimité de vrais compartiments fermés ;
- les A 198 à 200, apparues en 1887, sont les seules de cette génération à être dépourvues d'intercirculation et de couloir traversant toute la voiture ; les huit compartiments sont reliés deux part deux par un couloir central avec une toilette pour chaque paire de compartiments dont six sont aménagés avec des places assises et deux avec une rangée de trois lits-fauteuils.

Le PLM tire des enseignements de ces neuf voitures mais ne commande pas directement d'autres véhicules à bogies, préférant construire jusqu'à la fin des années 1890 des voitures à trois essieux munies de l'intercirculation. Plus tard dotées de véritables soufflets et d'un système de chauffage par thermo-siphon compatible avec les voitures plus récentes, elles seront finalement partiellement déclassées et perdront totalement leur intercirculation vers 1931. Une photo de l'ex 221 prise dans les années 1930 montre la largeur plus faible et l'importante différence de hauteur en comparaison avec une voiture PLM à bogies et caisse en bois de série.

### Première génération (1898-1906)

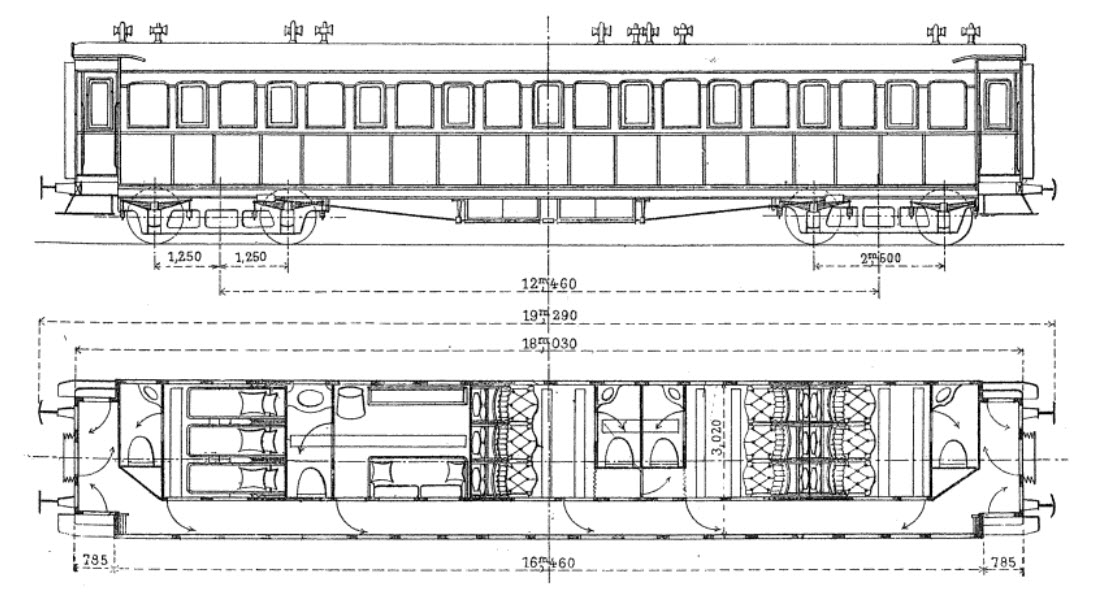
Vue de profil et plan de la voiture-salon no 32.

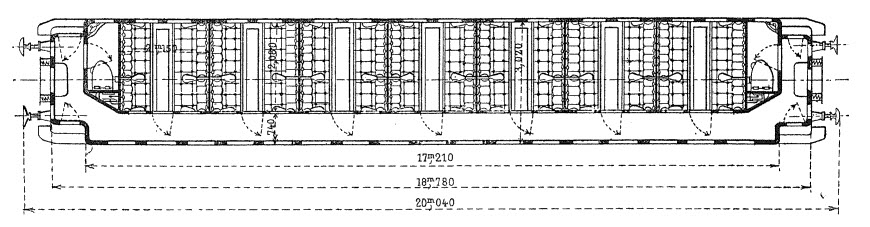
Plan de la voiture A 207.

Cette série comporte uniquement des voitures de première classe et des voitures avec compartiments lits ou salon. La disposition adoptée est celle avec un couloir latéral ininterrompu. Contrairement aux prototypes, les fenêtres donnant sur l'extérieur sont désormais toutes rectangulaires, abandonnant le principe des glaces de custode aux contour inférieur arrondi remontant aux diligences. Les compartiments sont éclairés par une paire de fenêtres de 600 mm tandis que le couloir possède une alternance de petites fenêtres ouvrantes (600 mm) et de fenêtres fixes sensiblement plus grandes (750 mm).
Les modèles suivants ont été produits :
- les A 204 à 220, futures A7yi 611 à 627, des voitures à 7 compartiments[11] ;
- les A 85 à 100, futures A4L2yi 201 à 216, qui combinent quatre compartiments de première classe avec deux lits-salons[12] ;
- les A 141 à 154, futures A6Lyi 286 à 299, aménagées avec six compartiments de première classe et un compartiment lits-salon[13] ;
- les ABf 1 101 à 1 112, futures A2LB4yfi 401 à 412, qui combinent deux compartiments de première, un lit-salon et quatre compartiments de deuxième classe[14] ;
- les salons 32 à 34 avec trois compartiments lits-salons et un salon de luxe[15] ;
- les salons 35 à 40 avec cinq compartiments lits-salons[16].

Certaines voitures de cette série avaient été retirés du service régulier et transformées en voitures-salons additionnelles. Nombre d'entre-elles sont métallisées dans les années 1920-1930.

### Voitures à couloir en Z (1905-1909)
Premières voitures de troisième classe à intercirculation à entrer en service aux PLM, ces voitures à compartiments renouent au couloir en Z expérimenté en 1887 et combinent un vitrage côté couloir issu des voitures de seconde génération — trois grandes fenêtres et trois petites lesquelles peuvent être ouvertes — avec un aménagement spartiate n'offrant qu'une fenêtre, assez étroite, pour chaque compartiment qui ne dispose pas non plus de glaces de custode côté couloir. La double centrale et leurs marchepieds, présents à l'origine, sont condamnées après avoir été la cause d'accidents, puis remplacée par deux fenêtres ; afin de remplacer plus économiquement les grandes baies du couloir donnant sur l'extérieur, ces dernières sont plus tard divisées en trois carreaux. Au-moins une voiture a reçu de nouveaux panneaux de carrosserie avec le remplacement du fenêtrage des couloirs et des anciennes portes ; le nouvel arrangement suit le modèle des voitures de 1898-1900.
Ces 335 voitures produites en deux séries (C10i 2 501 à 2 760 et C10fi 2 761 à 2 835) ont un châssis moins robuste et n'ont jamais été métallisées ; les dernières étant radiées par la SNCF après-guerre.
En 1928-1929, une voiture est transformée pour le transport d'enfants malades alités entre les hospices civils de Lyon et le sanatorium Renée-Sabran à Hyères. Capable de transporter 24 malades, elle comporte deux dortoirs à allée centrale en lieu et place des compartiments, un espace central doté d'une tisanerie avec deux portes de chargement, deux fauteuils-lits pour les religieuses s'occupant des enfants malades et un espace pour le linge et la vaisselle.

### Générations suivantes
L'aspect de ces voitures est uniformisé avec un couloir rectiligne avec une alternance de petites et grandes fenêtres, mais où les fenêtres ouvrantes sont moins nombreuses et les vitres fixes beaucoup plus longues. Côté compartiments, l'aspect évolue peu mais les voyageurs de troisième classe disposent maintenant de deux fenêtres comme dans les classes supérieures compartiments de luxe disposent désormais de fenêtres au sommet arrondi, en anse de panier ; certaines de fenêtres seront agrandies après la métallisation des voitures.
De nombreuses séries ont été produites et certains diagrammes sont remplacés en cours de route par de nouveaux, plus modernes. La plupart des voitures sont des véhicules de première, de deuxième classe ou mixtes (combinant les deux classes supérieures), mais le PLM produit en parallèle les 248 C10 à couloir en Z.

#### Première classe
Les A 468 à 477 (futures A7yi 601 à 610) sont pratiquement identiques aux A 204 à 220 mis à part l'aspect extérieur côté couloir (sept grandes baies et six petites). Les A7fi 379 à 399 construites en Italie en 1913-1915 et les A7i 369 à 378 de 1922-1923, fort similaires entre-elles, se reconnaissent à leur arrangement inversé côté couloir où leur fenêtrage est inversé (six grandes baies encadrées par sept petites).
Les A7c4i 211 à 230 (puis A7c4yi 511 à 530) de 1910-1912 sont des voitures plus longues comportant d'un côté trois compartiments de première classe, un petit WC et un local de service, et de l'autre un grand WC et quatre compartiments de premières aménageables avec quatre couchettes. Les A6c6yfi 675 à 699 de 1922-1923 ont trois WC, dont un au milieu, et six compartiments première classe / couchettes ainsi qu'un petit local de service. Après leur métallisation, le PLM fera construire les 640 à 674, directement en métal pour compléter la série.

#### Deuxième classe

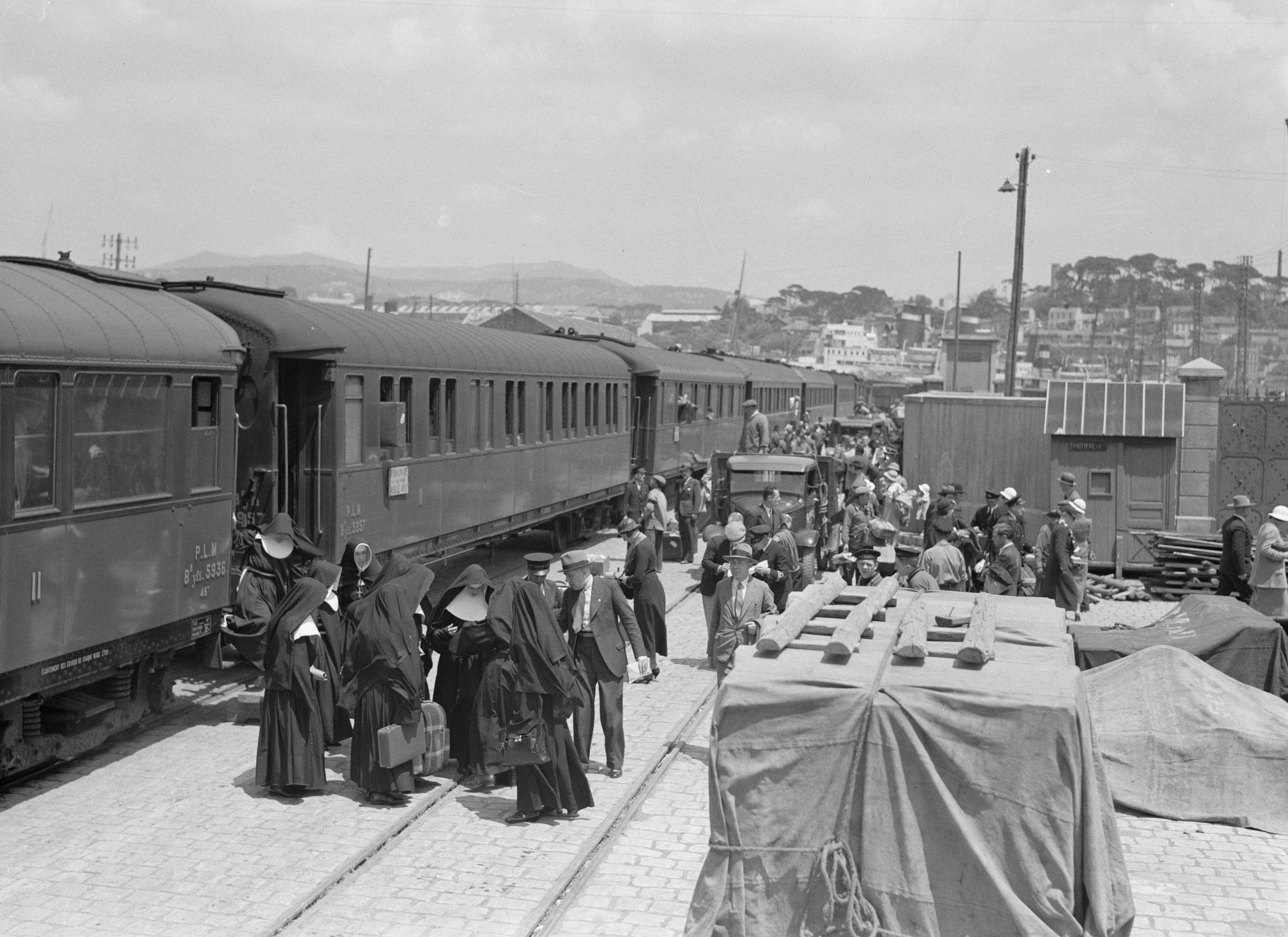
Voitures de 2e classe B8yfi en gare de Marseille, 1935.

Initialement toutes construites sans frein à vis, les B 2 001 à 2 080 (renumérotées B8yi 5 001 à 5 069, B8yfi 5 970 à 5 989 et B8yfi 5 990 à 5 999) sont construites en 1905-1907 et constituent la première variante avec, côté couloir, sept grandes fenêtres et six petites. Les B8fi 2 202 à 2 229 de 1912-1913, B8fi 2 230 à 2 269 de 1913-1914, B8fi 2 182 à 2 201 de 1920-1921 et B8yfi 5 852 à 5 881 de 1921 constituent la seconde variante, avec six grandes fenêtres et sept petites, renumérotée 5 852 à 5 969. Les deux variantes ont la même longueur de caisse (18,640 m).

#### Mixtes
Les AB 1 301 à 1 312 de 1905-1907 (renumérotées A4B3yi 3 251 à 3 261) sont les seules à disposer de quatre compartiments de première et trois de deuxième ; légèrement plus courtes, les AB 1 341 à 1 360 et 1 361 à 1 400 de 1905-1908 ont une répartition entre les classes inversée (elles deviennent les A3B4yi 3 301 à 3 328, A3B4yfi 3 370 à 3 389 et 3 390 à 3 399 après ré-immatriculation et installation du frein à vis sur trente d'entre-elles). Les A3B5fi 1 401 à 1 415 de 1912-1914, A3B5fi 1 416 à 1 427 de 1913-1914 et A3B5yfi 3 428 à 3 457 sont des voitures plus longues avec trois compartiments de première et cinq de deuxième ; elles sont renumérotées 3 401 à 3 457.
Le PLM a également commandé cent voitures de type A3B5 incorporant deux compartiments de première classe aménageables en couchettes la nuit : les A3c2B5fi 1 201 à 1 250, 1 251 à 1 280 (livrées entre 1912 et 1916, renumérotées A3c2B5yfi 3 001 à 3 080) et les A3c2B5yfi 3 081 à 3 100 de 1922-1923. Après avoir entamé la métallisation de ces voitures, le PLM fait construire les 3 101 à 3 150 directement avec une structure en acier.

#### Lits-salon

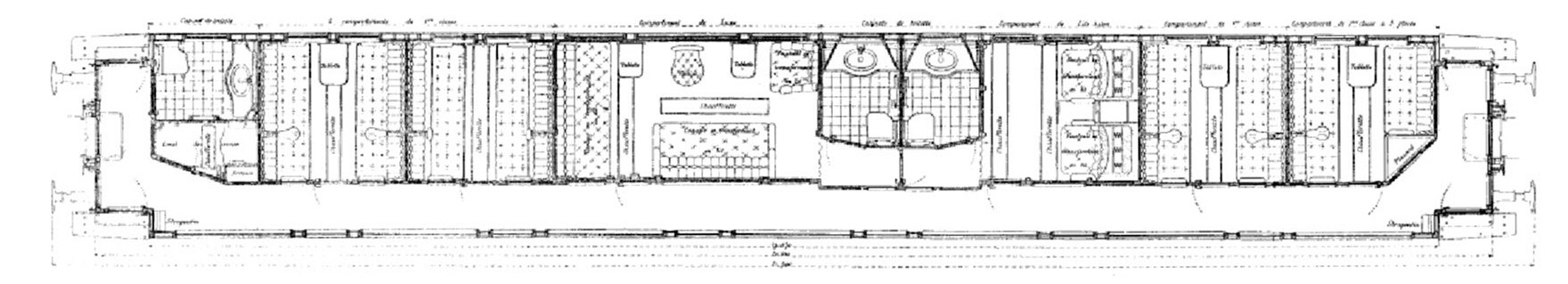
Plans d'une voiture lits-salon de la série 71 à 74.

Les voitures-mixtes A2B4Lfi 1 113 à 1 124 (futures A2LB4yfi 413 à 424) de 1906-1908 ont exactement la même disposition de sièges et de compartiments que les A2LB4yfi construites en 1903-1906 ; seul l'aspect extérieur et la dimension des trois WC augmente.
Les A4LSi 71 à 76 (futures A2L2g2Syi 71 à 74) livrées en 1908-1910 comportent un WC ordinaire et quatre compartiments de première, dont un tronqué avec une place en moins, encadrant un vaste compartiment salon avec un fauteuil individuel et deux canapés (dont un transversal) formant trois lits la nuit, deux cabinets privatifs ainsi qu'un compartiment lit-salon ordinaire avec deux fauteuils transformables.
Entre 1917 et 1924, elles sont transformées en voitures-salons numéro 7 à 12 avec quelques différences entre les voitures,. Deux compartiments de première classe sont remplacés par autre un lit-salon de deux places tandis que les autres sont aménageables en couchettes.
En 1906, le PLM commande à Horme et Buire les A 185 et 186 dotées de six compartiments de première et un lit-salon qui différent entre-elles par la disposition et les dimensions de leurs sanitaires ; la 185, légèrement plus longue, dispose d'un compartiment de service pour le personnel et d'un cabinet de toilette à la place d'un des WC aux extrémités. Cette dernière donne lieu à une production en série avec dix autres exemplaires (série A 175 à 185, futures A6Lyi 274 à 284) ; la 186 (future A6Lyi 285) reste seule en son genre.
En 1913-1914, Horme et Buire livre les A3c2L3fi 51 à 70, futures A3c2L3g2yfi 101 à 105 et 106 à 120 qui ne diffèrent entre-elles que par leur poids. Ces voitures ont d'un côté un WC ordinaire, un compartiment de première classe et deux autres légèrement plus grands (2,414 m entre les cloisons) aménageables en couchettes la nuit pour quatre personnes ; l'autre moitié est aménagée avec deux compartiments lits-salon de deux lits chacun et avec un compartiment lits-toilettes pour trois personnes dont le WC privatif jouxte la plateforme et un compartiment de service.
Les A2c2L3g2yfi 175 à 199 livrées par les Ateliers du Nord de la France entre 1923 et 1925 n'ont que deux compartiments de première classe, chacun pouvant servir de couchettes, qui encadrent deux compartiments lits-salons, dos à dos, de deux places chacun et un de trois places pouvant communiquer avec son voisin. Une des plateformes possède un WC et l'autre le compartiment de service.
Les salons 29 à 31, construits en 1917-1918 par Horme et Buire comportent trois compartiments lit-salon de deux lits, dont deux chambres jumelables, ainsi que deux compartiments de trois lits.

En 1908-1911, les ateliers de Villeneuve-Saint-Georges réalisent une voiture de grand luxe avec salon de direction, la voiture-salon no 1 se distingue des voitures ordinaires par sa toiture à lanterneau et ses bogies à six essieux. Comportant deux suites avec WC, deux compartiments-lits, un WC, une salle de bains, un office et un grand salon, cette voiture ne doit pas être confondue avec la voiture-présidentielle PR 1, également à six essieux.

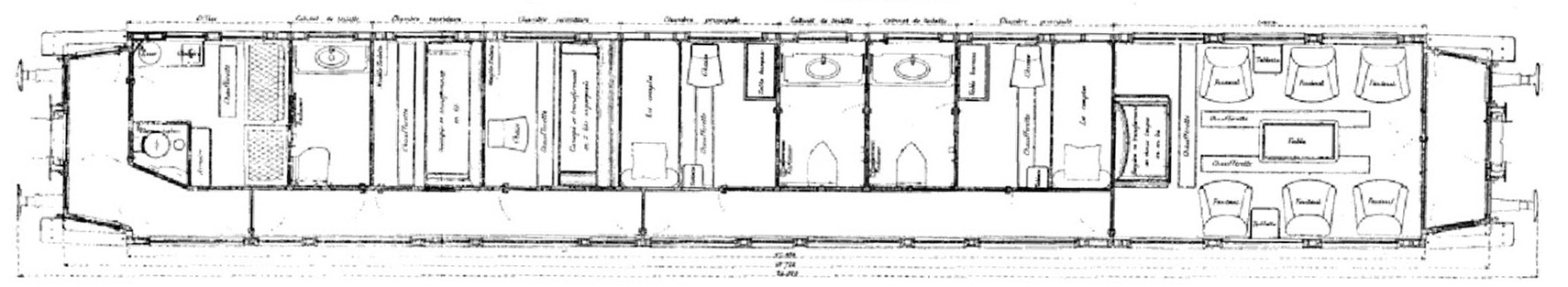
Plan de la voiture-salon no 1.
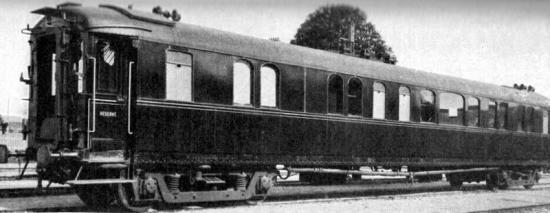
Voiture-salon de la série 7 à 12, après métallisation.

#### Fourgons
Le PLM n'a construit que 130 fourgons à bogies et intercirculation, utilisant majoritairement des fourgons à trois essieux avec ou sans intercirculation. Ne recevant pas de caisse métallique avant la création de la SNCF, ils sont immatriculés Did2 n° 24 001 à 24 020 (puis Dd2yi 24 501 à 24 520) pour ceux construits en 1913-1914, Dd2yi 24 521 à 24 550 de 1922-1923 et 24 551 à 24 630 pour ceux construits en 1925, 1928 et 1931-1932.

### Voitures pour le Paris-Orléans
La Compagnie du chemin de fer de Paris à Orléans, qui avait pourtant développé ses propres types de voitures en bois à partir de 1908, commande vingt voitures à la Société Franco-belge calquées sur le matériel du PLM. Ces voitures de seconde classe à huit compartiments (B8fi 76101 à 76120, renumérotées en 192 B8yfi 5301 à 5320) ne sont étonnamment pas inspirées de celles réceptionnées par le PLM à partir de 1912 mais reprennent plutôt les plans des 2001 à 2080 que le PLM avait réceptionné vers 1905-1910. N'ayant pas été métallisées par le P.O. et différant trop par rapport à leur matériel à bogies, elles ne sont pas non-plus métallisées par la SNCF et sont radiées dans les années 1950.[réf. souhaitée]

### Voitures à trois essieux
L'arrivée des voitures PLM à bogies à partir de 1898 n'a pas immédiatement mis un terme à la production de voitures à trois essieux destiné aux trains rapides et internationaux, notamment sur les relations où la forte capacité du matériel à bogies, plus lourd et encombrant. Dépourvues de portières latérales, contrairement aux générations précédentes, ces voitures comprennent des A5i (49 exemplaires), des A2B3i (132 exemplaires), des B6i (50 exemplaires) et des C7i (22 exemplaires) livrées au plus tard en 1922. S'y ajoutent de nombreux types de fourgons ainsi que dix voitures de première classe "touristes" à couloir central avec seulement deux essieux (A6fi 981 à 1000) spécialement prévues pour les lignes traversant des paysages spectaculaires. L'aspect extérieur est calqué sur les voitures à compartiments contemporaines avec des baies doubles côté compartiments et une alternance de grandes et petites fenêtres côté couloir. Une vingtaine de voitures à trois essieux livrées de 1899 à 1905 (ALB2fi, A2L2fi et A3Lfi) se distingue par leur vitrage côté couloir constitué de baies plus petites, à l'instar des voitures à bogies livrées vers 1898.
Aucune de ces voitures à voyageurs à trois essieux n'a été métallisée ; la SNCF supprimera l'intercirculation et déclassera celles encore présentes après-guerre.

## Modélisme
Le fabricant Loco Diffusion a commercialisé plusieurs séries de voitures PLM à caisse en bois parmi lesquelles les C10 à couloir en Z, des B8 et C10 non-métallisées et métallisées ainsi que des voitures mixtes première et deuxième classe. Des voitures PLM à trois essieux ainsi que les voitures B8 livrées au PO ont également été réalisées sous la forme de kits laiton à l'échelle H0.